# Comostolopsis leuconeura
Comostolopsis leuconeura är en fjärilsart som beskrevs av Louis Beethoven Prout 1930. Comostolopsis leuconeura ingår i släktet Comostolopsis och familjen mätare. Inga underarter finns listade i Catalogue of Life.